# Coppa del mondo di mountain bike 2006
La Coppa del mondo di mountain bike 2006 organizzata dall'Unione Ciclistica Internazionale (UCI), si disputò su quattro discipline: cross country, downhill e four-cross (6 tappe) e, in un circuito separato, marathon (4 tappe).

## Cross country
| Data              | Luogo             | Vincitore        | Vincitrice           |
| ----------------- | ----------------- | ---------------- | -------------------- |
| 1º aprile         | Curaçao           | Bart Brentjens   | Gunn-Rita Dahle      |
| 14 maggio         | Madrid            | Julien Absalon   | Gunn-Rita Dahle      |
| 21 maggio         | Spa-Francorchamps | Julien Absalon   | Gunn-Rita Dahle      |
| 27 maggio         | Fort William      | Julien Absalon   | Nina Gohl            |
| 24 giugno         | Mont-Sainte-Anne  | Christoph Sauser | Marie-Hélène Prémont |
| 9 settembre       | Schladming        | Christoph Sauser | Marie-Hélène Prémont |
| Classifica finale | Classifica finale | Julien Absalon   | Gunn-Rita Dahle      |

## Downhill
| Data              | Luogo              | Vincitore        | Vincitrice      |
| ----------------- | ------------------ | ---------------- | --------------- |
| 7 maggio          | Vigo               | Mick Hannah      | Tracy Moseley   |
| 28 maggio         | Fort William       | Sam Hill         | Tracy Moseley   |
| 4 giugno          | Willingen          | Steve Peat       | Tracy Moseley   |
| 24 giugno         | Mont-Sainte-Anne   | Chris Kovarik    | Sabrina Jonnier |
| 1º luglio         | Balneário Camboriú | Matti Lehikoinen | Rachel Atherton |
| 10 sett.          | Schladming         | Sam Hill         | Sabrina Jonnier |
| Classifica finale | Classifica finale  | Steve Peat       | Tracy Moseley   |

## Four-cross
| Data              | Luogo              | Vincitore        | Vincitrice      |
| ----------------- | ------------------ | ---------------- | --------------- |
| 6 maggio          | Vigo               | Michal Prokop    | Jill Kintner    |
| 27 maggio         | Fort William       | Michal Prokop    | Jill Kintner    |
| 3 giugno          | Willingen          | Jared Graves     | Jill Kintner    |
| 24 giugno         | Mont-Sainte-Anne   | Michal Prokop    | Katrina Miller  |
| 1º luglio         | Balneário Camboriú | Michal Prokop    | Jill Kintner    |
| 9 settembre       | Schladming         | Kamil Tatarkovic | Fionn Griffiths |
| Classifica finale | Classifica finale  | Michal Prokop    | Jill Kintner    |

## Marathon
| Data              | Luogo             | Vincitore     | Vincitrice    |
| ----------------- | ----------------- | ------------- | ------------- |
| 6 maggio          | Naoussa           | Leonardo Paez | Daniela Louis |
| 17 giugno         | Mont-Sainte-Anne  | Alban Lakata  | Pia Sundstedt |
| 9 luglio          | Villabassa        | Leonardo Paez | Esther Süss   |
| 29 luglio         | Val Thorens       | Kashi Leuchs  | Pia Sundstedt |
| Classifica finale | Classifica finale | Leonardo Paez | Pia Sundstedt |